# Pink Friday: Roman Reloaded
Pink Friday: Roman Reloaded är ett album av Nicki Minaj, hennes andra, som gavs ut den 3 april 2012. Första halvan av albumet består av hiphop och andra halvan av danspop.

## Låtlista
1. Roman Holiday
2. Come On A Cone
3. I Am Your Leader (Feat. Cam'ron & Rick Ross)
4. Beez In The Trap (Feat. 2 Chainz)
5. HOV Lane
6. Roman Reloaded (Feat. Lil Wayne)
7. Champion (Feat. Nas, Drake & Young Jeezy)
8. Right By My Side (Feat. Chris Brown)
9. Sex In the Lounge (Feat. Lil Wayne & Bobby V)
10. Starships
11. Pound The Alarm
12. Whip It
13. Automatic
14. Beautiful Sinner
15. Marilyn Monroe
16. Young Forever
17. Fire Burns
18. Gun Shot (Feat. Beenie Man)
19. Stupid Hoe
20. Turn Me On (Deluxe Edition)
21. Va Va Voom (Deluxe Edition)
22. Masquerade (Deluxe Edition)